# 西津村
西津村（にしづむら）は、福井県遠敷郡にあった村。現在の小浜市中心部の北方、北川河口の右岸にあたる。

## 地理
- 海洋 ： 小浜湾
- 河川 ： 北川

## 歴史
- 1889年（明治22年）4月1日 - 町村制の施行により、堀屋敷村、北塩屋村、福谷村、新小松原村、下竹原村、小松原村の区域及び湊村の区域の大部分の区域をもって、西津村が発足する。
- 1935年（昭和10年）4月1日 - 小浜町と合併。